# Der Fangschuss
Der Fangschuss (Originaltitel: Le Coup de Grâce) ist ein Roman, den Marguerite Yourcenar 1938 in Sorrent schrieb und der 1939 veröffentlicht wurde; auf Deutsch erschien er 1968 in der Übersetzung von Richard Moering.

## Handlung
Der Korpsführer Erich von Lhomond ist im Spanischen Bürgerkrieg verwundet worden, erholt sich davon in Italien und berichtet von seinen Erinnerungen aus der Zeit nach dem Ersten Weltkrieg.
1919 ist der Weltkrieg im Baltikum in den russischen Bürgerkrieg übergegangen. Erich von Lhomond, preußischer Offizier und jetzt Anführer eines Freikorps, quartiert sich und seine Weißgardisten in Kratovice ein, im verfallenden Schloss seines Jugendfreundes Konrad von Reval und dessen Schwester Sophie. Es entwickelt sich eine Dreiecksbeziehung zwischen den vom Krieg Entwurzelten, in der Sophie immer wieder von Erich zurückgewiesen wird und es auch nicht durch wahllose sexuelle Abenteuer und oberflächliche Beziehungen mit anderen schafft, ihn eifersüchtig zu machen und für sich zu interessieren. Denn Erich fühlt sich zu Sophies Bruder Konrad hingezogen, wobei es im Roman weder zwischen Sophie und Erich noch zwischen Erich und Konrad zu körperlicher Sexualität kommt. Erst nachdem Sophie das Schloss endgültig verlassen hat, macht sich Erich auf die Suche nach ihr, gibt aber auf, als er erfährt, dass sie sich dem Studenten Grigori Loew und damit den Rotgardisten angeschlossen hat.
Monate später stehen sich Erich und Sophie erneut gegenüber. Konrad ist im Kampf gefallen, Erich und seine Männer haben einen Trupp Rotgardisten umzingelt und zur Aufgabe gezwungen – darunter auch Sophie. Der Bürgerkrieg ist in einem Stadium, in dem keine Gefangenen mehr gemacht werden, Sophie und ihre Mitkämpfer werden nach kurzem Verhör erschossen, wobei Sophie als letzten Wunsch äußert, die tödliche Kugel von Erich zu bekommen …

## Hintergrund
Mit der aristokratischen Kulisse, der baltischen Szenerie, der homoerotischen Thematik und dem Namen Konrad greift die Schriftstellerin Eindrücke und Anregungen des Ehepaares Jeanne de Vietinghoff und Conrad von Vietinghoff auf, das mit Yourcenars Eltern befreundet war. Sie benutzte die beiden als Inspirationsquelle und variierte diese Themen in mehreren ihrer Werke. Doch da es sich dabei um Literatur und nicht um historische Darstellungen handelt, hat Der Fangschuss direkt mit den beiden genannten Personen letztlich nichts zu tun. Als eine von Yourcenars Stärken charakterisiert auch diesen kurzen Roman die nur dezent angedeutete, meist sogar unausgesprochene Beziehung zwischen Menschen und deren geheimnisvolle und tragische Anziehungskraft. Nur in der Widmung an solch sublime Gefühle kann eine Verbindung zu dem Ehepaar Vietinghoff gesehen werden.

## Verfilmung
Der kurze Roman wurde 1976 unter demselben Titel Der Fangschuß von Volker Schlöndorff mit Margarethe von Trotta und Matthias Habich in den Hauptrollen verfilmt. Aus einem langen Brief von Marguerite Yourcenar an Volker Schlöndorff geht hervor, dass sie mit der Art der Verfilmung und den gesetzten Akzenten nicht glücklich war.